# سگ قفقازی
سگ قفقازی یک سگ گله آسیایی است و همان‌طور که از اسمش پیداست متعلق به شمال قفقاز، گرجستان، ارمنستان ، آذربایجان و ایران است. زادگاه اصلی این سگ مناطق آذربایجان گرجستان کنونی است اما در گذشته متعلق به ایران بوده و بعنوان نژاد سگ روسی به ثبت رسیده . نژاد گرجی و آذری سگ قفقازی جثه بزرگ‌تری دارد این نژاد در ایران به سگ شاهسون نیز معروف است.

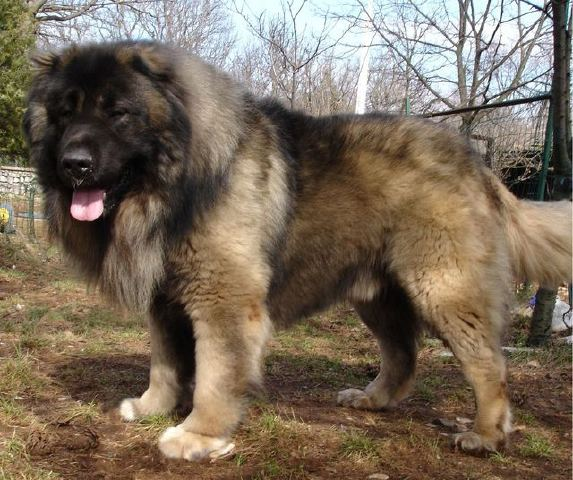

## ویژگی ظاهری سگ قفقازی
سگ‌های قفقازی بدنی عظیم‌الجثه با سر بزرگ، چشم‌های بیضی‌شکل و گوش‌های مثلثی دارند. سگ‌های نر این نژاد دارای جثه بزرگ‌تری هستند که آن‌ها را به‌راحتی از ماده‌ها قابل‌تشخیص هستند. وزن متوسط سگ‌های قفقازی نر ۵۰ کیلوگرم و ماده‌ها به ۴۵ کیلوگرم است. قد قفقازی نر از ناحیه شانه حدود ۶۸٫۶ تا ۷۶٫۲ سانتی‌متر و ماده ۶۳٫۵ تا ۷۱٫۱ سانتی‌متر است. این سگ‌ها بر اساس طول خزشان دو نوع کوهستانی با موهای بلند و استپی‌ها با موهای کوتاه دارند. پوشش دولایه‌شان از آن‌ها در برابر سرمای کوهستان محافظت می‌کند؛ خز لایه بیرونی دارای موهای بلندتر و کلفت‌تر است و لایه زیرین نیز موهای متراکم‌تر، نرم‌تر و نازک‌تری دارد. این سگ‌ها در رنگ‌های مختلفی مانند کرم، حنایی، خاکستری و سفید دیده می‌شوند و پنجه‌های آن‌ها بزرگ و سنگین بوده و همچون دم بلند آن‌ها پوشیده از موهاست.
وزن جنس نر این سگ بین ۶۰ تا ۱۳۰کیلوگرم  و ماده‌ها بین ۵۰ تا ۸۰ کیلوگرم است. این سگ در مقایسه با سگ سرابی وزن بیشتری دارد و از لحاظ قدرت و شجاعت فوق العاده ای که دارد نسبت به سگ های جهان قابل قیاس نیست. رنگ غالب در این نژاد رنگ قهوه‌ای تیره است اما در طیف وسیعی از رنگ ها شامل سفید ، کرمی ، آجری ، ابلق و... وجود دارد . این سگ دارای پوشش مویی بلند است تا نسبت به سرما و شرایط محیطی منطقه مقاوم باشد

## شخصیت و رفتار سگ قفقازی
این نژاد با نام سگ قفقازی یا شاهسون شناخته می‌شود. آن‌ها نژادی مناسب برای محافظت از گله‌ها شناخته می‌شوند. این سگ‌ها بسیار شجاع، جسور و سرسخت هستند.
این نژاد دارای فعالیت و هوش بالا، قوی، متعادل و آرام است. رفتارهای دفاعی آن‌ها نشان از فعالیت و تکامل یافتگی دارد، و خصوصیت‌های تهاجمی و بدگمانی نسبت به غریبه‌ها از جمله ویژگی‌های بارز آن‌هاست.
به منظور جلوگیری از وقوع حوادث ناگوار در بزرگسالی، آموزش اجتماعی و اطاعت پذیری از مراحل مهم در تربیت این نژاد است. این سگ‌ها دارای حس ششم و غریزه قوی هستند و هرچه مربوط به صاحبشان باشد، از جمله ملک، اشیا و حتی حیوانات دیگر، را به عنوان بخشی از خانواده و دارایی خود می‌شناسند و آن را حفظ می‌کنند.
با توجه به روحیه سلطه‌جویی، خشونت و قدرت فوق‌العاده آن‌ها، توصیه می‌شود که از تماس آن‌ها با کودکان خود پرهیز کنید. همچنین، آموزش و اجتماعی کردن این سگ‌ها از سنین پایین در کنترل رفتارهای غیرمطلوب آن‌ها موثر است. سگ قفقازی مناسب برای امور نگهبانی با ویژگی‌های برجسته‌ای از قبیل قدرت، فعالیت و قابل اعتماد هستند.
نکته جالبی که وجود دارد این است که این نژاد در داخل خانه بسیار آرام و ساکت است در حالی که برون از خانه و در برابر غریبه‌ها ممکن است خشونت آمیز عمل کنند. بنابراین، استفاده از قلاده برای جابه‌جایی آن‌ها امر ضروری است. باید توجه داشت که این نژاد بیش از حد پارس نمی‌کند و اگر زیادی با پارس کند، ممکن است به عنوان یک هشدار و خطر محسوب شود.
این نژاد کمتر به عنوان حیوانات خانگی مورد استفاده قرار می‌گیرند و بیشتر برای محافظت از اموال و اماکن تجاری بزرگ استفاده می‌شوند.
از مشخصات سگ قفقازی، نترس بودن، سلطه گری، شجاعت زیاد و بد بینی نسبت به اطراف است. این سگ ها توانایی ارتباط زیاد با محیط اطراف دارد و در صورت آموزش دادن، کاملا اجتماعی خواهد بود. حداکثر سن سگ قفقازی 12 سال است.

## خواستگاه

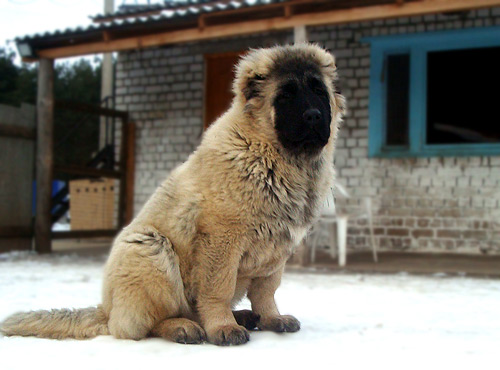

سگ قفقازی همانطور که از اسم آن پیداست متعلق به کشور روسیه.جمهوری آذربایجان و گرجستان وایران ودرکل ناحیه قفقاز است. موطن این سگ در ناحیه ای بین دریای سیاه و کاسپین است. این سگ با آب و هوای سرد مشکلی نداشته و سازگاری بالایی در آب و هواهای سردسیر با محیط خواهد داشت به همین دلیل ازاین سگ در نواحی مختلف دنیا استفاده شده و نژادهای جدیدی از این سگ ها به صورت بومی کشورها شناخته می گردد. از نمونه های سگ قفقازی در ایران سگ سرابی مو بلند است که از اختلاط  نژادهای سگ قفقازی و سرابی به وجود امده است و سابقه استفاده و وجود این سگ به قدری در ایران زیاد است که تا حدی می توان این سگ را متعلق به ایران کهن دانست و شواهد نشان می دهد که این سگ ها در قرن های دور توسط عشایر ایران برای شکار و نگهبانی استفاده شده است. در حدود دهد 40 میلادی سگ قفقازی در اروپا رسما شناخته و ثبت گردید و تا سال های سال درنمایشکاه های نژادهای سگ در اروپا حضور داشته است. سگ قفقازی هم چنین به دلیل توانایی بالای این سگ ها در حفاظت از گله و گوسفندان، توسط بومیان منطقه قفقاز به عنوان سگ خرس کش شناخته می شده است  که گفته می شود توان مقابله با حیوانات درنده حتی تا اندازه خرس را خواهد داشت. نام های دیگر سگ قفقازی، شاهسون، سنگسری است.
سگ قفقازی نگهبان دام و دارایی است. این نژاد با بدنی غول پیکر، سر بزرگ و نیروی تهاجمی قدرتمند. بسیار به صاحبش وفادار است و نسبت به غریبه‌ها بیزار است و بسیار کارآمد از دام محافظت می‌کند. هرگاه هر جانور وحشی نزدیک می‌شود، سگ با گوش‌های ایستاده به حالت هشدار می‌رود، دم را با تاز بسیار بلند بالا می‌آورد تا همه را آگاه کند. سگ به‌طور کلی از رویارویی مستقیم اجتناب می‌کند، اما زمانی که مهاجم نزدیک می‌شود، در حالت ترسناک ایستاده است. قفقازی یک انتخاب مناسب برای دامدارانی است که از وجود گرگ‌ها آسیب می‌بینند و رنج می‌کشند چون که عملاً گرگ خاکستری هیچ شانسی در مقابل این نژاد غول‌پیکر ندارد. البته مستنداتی در مورد درگیری سگ قفقازی حتی با خرس نیز وجود دارد چرا که این نژاد بسیار بی‌باک و شجاع بوده و ترسی از چیزی ندارد.

## قیمت سگ قفقازی
قیمت سگ قفقازی بر اساس سن سگ شاهسون، قد و جثه، میزان سلامت، آموزش های داده شده، نژاد، جنسیت و ... تعیین می گردد. سگ قفقازی دارای جثه بزرگ و قوی هیکلی دارد و جمجه بزرگ و پهن از دور حس خشن بودن به شما القا خواهد نمود.  پوزه کوتاه، قد کوتاه در عین جثه بزرگ، صورت تیره به ویژه چشم های ریز و تخم مرغی و گاها چشم های قرمز از ویژگی های ظاهری سگ قفقازی خواهد بود. بینی سگ شاهسون بزرگ است و جمجمه به شکل مخروطی خواهد بود از همه مهم تر موها و دم این سگ ها بلند است و در نگاه اول پرپشتی موهای سگ قفقازی به چشم خواهد آمد و این موهای بلند و پرپشت به این سگ ها کمک خواهند نمود که دمای پایین را تحمل کنند و تا کنون دمای 47 درجه زیر صفر منطقه قفقاز را به خود دیده اند. اگر از این سگ برای مناطق کوهستانی و سردسیر می خواهید استفاده کنید نگران نباشید، سگ قفقازی حتی تحمل پیاده روی های طولانی در سرما را خواهد داشت. گوش های بزرگ این سگ ها در شنیدن صداهای ضعیف مفید خواهد بود اگرچه بعضی از افراد گوش های این سگ ها را عمل می کنند ولی گوش های بلند این سگ معروف بوده و بر زیبایی این سگ ها میفزاید.

## گونه‌های مختلف نژاد قفقازی

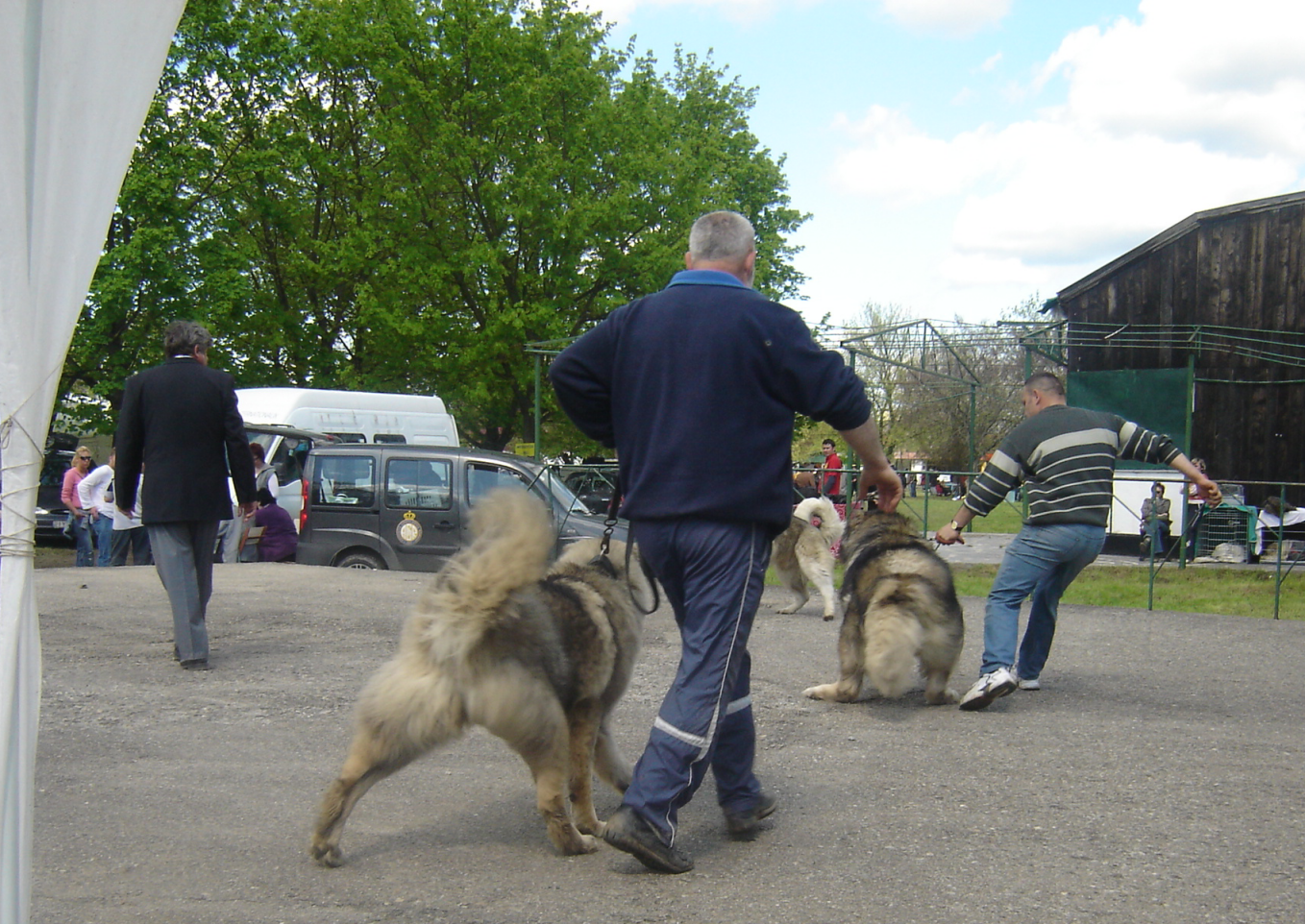

سگ‌های بزرگ از سه گونه مختلف با خاستگاه‌های مختلف، یعنی گرجستان، ارمنستان و آذربایجان، تشکیل شده‌اند:
نژاد گرجی قفقازی: این نژاد به عنوان تنها گونه رسمی از سگ‌های قفقازی، از گرجستان به دنیا آمده است. این سگ‌ها معروف به سگ‌های خرسی هم هستند و دارای بزرگترین وزن و جثه در میان سگ‌های نژاد قفقازی هستند.
سگ قفقازی ارمنی: این نژاد دارای بدنی مربعی‌شکل و موهایی با طول متوسط است و از سگ‌های گرجی کمتر در اندازه هستند. پوشش این گونه اغلب به رنگ‌های خاکستری یا ترکیبی از آن با سایر رنگ‌هاست.
نژاد آذربایجان قفقازی: این نژاد به دو زیرگونه تقسیم می‌شود:
کوهپایه‌ای: این گونه دارای کوتاه‌ترین موها و کوچک‌ترین جثه در میان سگ‌های نژاد قفقازی است و به سگ گامپر هم معروف است.
قله‌ای: این گونه بیشتر به سگ‌های قفقازی گرجی شبیه است و دارای پاهای بزرگ، پوزه و صورت سیاه و پوششی به رنگ زرد روشن و نارنجی است.